# زورو، شمشیر و رز
زورو، شمشیر و رز (اسپانیایی: El Zorro, la espada y la rosa‎) یک مجموعه تلویزیونی محصول سال ۲۰۰۷ بوده است.
این مجموعه تلویزیونی از فوریه تا ژوئیه ۲۰۰۷ از شبکه‌های کاراکول تلویزیون و تلموندو پخش میشده است.